# NGC 2291
NGC 2291是双子座的一个透鏡狀星系，1827年1月22日由約翰·赫歇爾发现。NGC 2291视星等为13等。